# Oleksij Kurinnyj

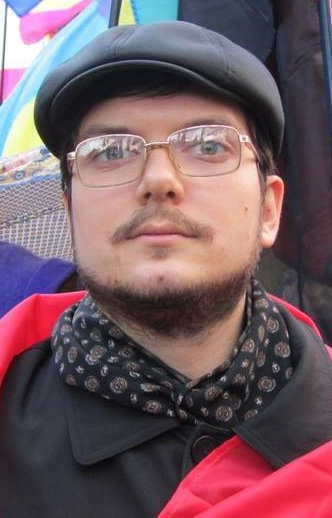
Oleksij Kurinnyj

Oleksij Wiktorowytsch Kurinnyj (ukrainisch Олексій Вікторович Курінний; * 22. Mai 1986 in Bachmut; † 6. September 2017 in Massewytschi) war ein ukrainischer Jurist, Politologe, Experte für die Entwicklung der ukrainischen Sprache, öffentlicher Aktivist und Dichter.
Er war eine wichtige Figur im Kampf um die Emanzipation der ukrainischen Sprache als Staatssprache in den ersten Jahrzehnten des 21. Jahrhunderts. Kurinnyj entwickelte eigene Methoden zur Analyse der postkolonialen Dynamik sprachlicher Veränderungen in der Ukraine und führte Forschungen zum Thema der Holodomor von 1932–1933 im Nordkaukasus durch. Er beschäftigte sich auch mit der Assimilation (Slowakisierung) von Ukrainern und Russinen in der Slowakei. Er ist Autor und Mitautor von über 50 wissenschaftlichen und analytischen Publikationen in den Bereichen Recht, Geschichte, Soziolinguistik und Ethnographie sowie von Sammelbänden und wissenschaftlichen Artikeln.

## Leben
Oleksij Kurinnyj wurde in Bachmut in der Oblast Donezk geboren. Seine Mutter war nach dem Nuklearkatastrophe von Tschernobyl aus Kiew geflohen. Er verbrachte seine Kindheit in Bachmut und der Oblast Tscherkassy, studierte und lebte jedoch später in Kiew. An der Nationalen Universität Kiew-Mohyla Akademie erwarb er seinen Masterabschluss. Seit September 2009 arbeitete er als wissenschaftlicher Assistent am Lehrstuhl für Internationales Recht und besondere Rechtswissenschaften an der Fakultät für Rechtswissenschaften der Nationalen Universität Kiew-Mohyla Akademie. Er war Mitautor mehrerer Gesetzentwürfe, darunter „Über den öffentlichen Dienst“, „Über Verwaltungsgebühren“, „Über die Rechte der indigenen Völker der Ukraine“, „Über die rechtliche Nachfolge der Ukraine von ukrainischen staatlichen Entitäten“ und „Über die Staatssprache“.
Oleksij Kurinnyj starb bei einem Autounfall am 6. September 2017 auf dem Rückweg von einer Konferenz in Warschau über den Widerstand gegen die russische hybride Aggression. Er verunglückte in der Nähe des Dorfes Massewytschi in der Region Riwne auf der Straße Kowel-Kiew. Er wurde auf dem Südlichen Friedhof in Kiew beigesetzt.

## Anerkennung der ukrainischen Sprache als Staatssprache
Kurinnyj beschäftigte sich in seiner wissenschaftlichen Arbeit intensiv mit der Sprachsituation in der Ukraine, um den Status des Ukrainischen  als Staatssprache anzuerkennen. Er war stellvertretender Vorsitzender des Koordinierungsrates für den Schutz der ukrainischen Sprache bei der Kiewer Organisation der Gesellschaft "Memorial", benannt nach Wassyl Stus, sowie stellvertretender Vorsitzender der Kiewer Vereinigung der Gesellschaft Proswita (2013–2017). Darüber hinaus war er Mitglied des Koordinierungsrates für die Förderung der ukrainischen Sprache in allen Bereichen des öffentlichen Lebens der Ukraine beim Kulturministerium der Ukraine sowie Mitglied der interministeriellen Arbeitsgruppe für die Umsetzung des Konzepts zur Entwicklung der ukrainischen Sprache, Kultur und der historischen Erinnerung. Er beteiligte sich aktiv an der Umbenennung von Straßen in Kiew und veröffentlichte zahlreiche Artikel, in denen er die Notwendigkeit der Entkolonisierung und Entkommunisierung von Straßennamen begründete.

## Gedenken
Im Juli 2018 veröffentlichte der Verlag „Proswita“ seinen Gedichtband „Ich lebe für die Ukraine“, der Gedichte aus den Jahren 1999 bis 2017 sowie Übersetzungen und Familienfotos umfasst. Am 7. September 2019 wurde an der Nationalen Universität Kiew-Mohyla Akademie, wo Kurinnyj studierte, eine Gedenktafel enthüllt. Am 16. Oktober 2020 fand im Museum der Universität die Präsentation seiner Monographie „Die Umsetzung des Rechts auf politische Selbstbestimmung im modernen Rechtssystem der Ukraine (20. – Anfang des 21. Jahrhunderts)“ statt. Zu seinen Ehren wurde das musikalische und kulturelle Projekt „Neue ukrainische Klassik“ vom Cellisten Wassyl Babytsch initiiert, das Konzerte in verschiedenen Städten der Ukraine organisierte. Im Juni 2022 beschloss die Kiewer Expertenkommission für Toponymie die Umbenennung der Karl-Marx-Straße im Rajon Desna auf Oleksij-Kurinnyj-Straße, was am 27. September 2022 offiziell vollzogen wurde. Am 25. September 2022 verabschiedete die Nationale Universität Kiew-Mohyla Akademie eine Verordnung zur Ehrung des Namens von Oleksij Kurinnyj für zukünftige Studierende, um sein Erbe zu bewahren.